# Libreboot
Libreboot ist ein freies Firmware-Projekt, das sich das Ziel gesetzt hat, proprietäre Systemfirmware („BIOS“), die in den meisten Computern zu finden ist, zu ersetzen. Die Entwickler legen besonderen Wert auf die Leichtgewichtigkeit des Systems. Es soll nur die minimale Anzahl von Aufgaben bewältigen können, die notwendig sind, um ein modernes 32-Bit- oder 64-Bit-Betriebssystem auszuführen.

## Motivation
Libreboot wurde als Alternative zum proprietären BIOS entwickelt. Gründe, die gegen das herkömmliche BIOS sprechen, sind die entdeckten sowie mutmaßlich weiteren Hintertüren und Sicherheitslücken, die etwa von der Intel Management Engine und dem eigentlichen BIOS ausgelöst werden, die hohe Abwärtskompatibilität des herkömmlichen BIOS (bis 1978 zurück), und damit verbundene Performance-Verluste für moderne Einsatzbereiche, sowie die philosophisch begründete Ablehnung von Software, die nicht im Quellcode vorliegt und von jedem modifiziert werden darf, da dies die Freiheit der Benutzer beschränkt. Dies sorgt auch für den praktischen Nachteil, dass Hintertüren und andere Probleme nicht gesucht und behoben werden können.

## Geschichte
Das Libreboot-Projekt wurde 2013 als eine Coreboot-Distribution ohne die darin enthaltenen proprietäre Binärblobs gestartet. Das Projekt selbst ist aber nicht direkt als Fork entstanden, eher wurde es parallel neben Coreboot weiter entwickelt – eine erste Veröffentlichung wurde zudem am 12. Dezember 2013 freigegeben. Es nutzte auch immer wieder dessen aktuelle Versionen und spielte Patches ins Coreboot-Projekt ein, wenn immer dies möglich war.
Gebilligt durch die Free Software Foundation (kurz FSF) machte es das Libreboot-Projekt möglich, die benötigten Modifikationen für eine vollständig freie Variante für einige ThinkPads und MacBooks zu erstellen. Ihrer eigenen Dokumentation zufolge funktioniert Libreboot mit jeder beliebigen Linux-Distribution, die Mode-Settings für die Grafik nutzen, außerdem vielen *BSDs; hingegen wird Windows nicht unterstützt.
Seit dem 14. Mai 2016 war Libreboot Teil des GNU-Projektes. Im September 2016 erklärte die Projektgründerin Leah Rowe, dass Libreboot nicht mehr Teil des GNU-Projektes sei. Sie begründete dies damit, dass eine transgender-Mitarbeiterin der FSF aufgrund ihrer sexuellen Identität belästigt und gefeuert worden sei. Am 2. April 2017 entschuldigte sich Leah Rowe auf der Libreboot-Website.
Am 22. Mai 2021 wurde eine neue testing Libreboot-Version veröffentlicht.

## Unterstützte Systeme
Libreboot unterstützt die folgenden Systeme:

### Laptops (Intel, x86)
- ThinkPad X60 / X60S / X60 Tablet[20]
- ThinkPad T60 (mit Intel GPU)
- Lenovo ThinkPad X200 / X200S / X200 Tablet
- Lenovo ThinkPad R400
- Lenovo ThinkPad T400 / T400S
- Lenovo ThinkPad T500
- Lenovo ThinkPad W500
- Lenovo ThinkPad R500
- Apple MacBook1,1 and MacBook2,1

### Laptops (ARM)
- ASUS Chromebook C201 (nur Libreboot 20160907)[21]

### Desktops (AMD, Intel, x86)
- Gigabyte-Mainboard GA-G41M-ES2L[22]
- Intel-Mainboards D510MO und D410PT
- Intel D945GCLF
- Apple iMac 5,2

### Server/Workstations (AMD, x86)
- ASUS KCMA-D8-Mainboard[23]
- ASUS KGPE-D16-Mainboard
- ASUS KFSN4-DRE-Mainboard